# Ethelda Bleibtrey
 Ethelda Marguerite Bleibtrey, po mężu Schlatke (ur. 27 lutego 1902 w Waterford, zm. 6 maja 1978 w West Palm Beach) – amerykańska pływaczka. Trzykrotna złota medalistka olimpijska z Antwerpii.
Specjalizowała się w stylu grzbietowym i dowolnym. Zawody w 1920 były jej jedynymi igrzyskami olimpijskimi. Triumfowała na dystansie 100 i 300 metrów kraulem, była również członkinią zwycięskiej sztafety amerykańskiej (razem z nią płynęły: Margaret Woodbridge, Frances Schroth i Irene Guest), zdobywając komplet możliwych złotych medali w pływackich konkurencjach kobiet. Była wielokrotną mistrzynią Stanów Zjednoczonych i rekordzistką świata.
W 1967 została przyjęta do International Swimming Hall of Fame.